# Уаттара, Кальпи
Кальпи Вильфрид Уаттара (фр. Kalpi Wilfried Ouattara; род. 29 декабря 1998, Кот-д’Ивуар) — ивуарийский футболист, защитник национальной сборной Кот-д’Ивуара.

## Клубная карьера
Воспитанник академии ивуарийского клуба «АСЕК Мимозас». В его составе в принимал участие в матчах африканских Кубка конфедерации и Лиги чемпионов. 
20 августа 2019 года на правах аренды до конца сезона вместе перешёл в шведский «Эстерсунд», выступавший в Алльсвенскане. Через десять дней дебютировал в чемпионате Швеции в гостевой игре с «Хельсингборгом», выйдя на поле в стартовом составе. В общей сложности за время аренды принял участие в семи матчах. 31 декабря подписал с клубом полноценный контракт, рассчитанный на три года.
14 марта 2021 года на последних минутах четвертьфинального матча Кубка Швеции с «Юргорденом» получил травму. Последовавшее обследование выявило разрыв крестообразной связки колена, в результате чего Уаттара был прооперирован и выбыл до конца сезона.

## Карьера в сборной
В октябре 2020 года был впервые вызван в национальную сборную Кот-д’Ивуара на ноябрьские отборочные матчи Кубка африканских наций 2021 с Мадагаскаром. Дебютировал в составе сборной 12 ноября в домашнем поединке, появившись на поле на 79-й минуте вместо Максвел Корне.

## Клубная статистика
| Выступление      | Выступление      | Выступление      | Лига | Лига | Кубки | Кубки | Конт. кубки | Конт. кубки | Итого | Итого |
| Клуб             | Лига             | Сезон            | Игры | Голы | Игры  | Голы  | Игры        | Голы        | Игры  | Голы  |
| ---------------- | ---------------- | ---------------- | ---- | ---- | ----- | ----- | ----------- | ----------- | ----- | ----- |
| Эстерсунд        | Алльсвенскан     | 2019             | 7    | 0    | 0     | 0     | 0           | 0           | 7     | 0     |
| Эстерсунд        | Алльсвенскан     | 2020             | 26   | 0    | 0     | 0     | 0           | 0           | 26    | 0     |
| Эстерсунд        | Алльсвенскан     | 2021             | 0    | 0    | 4     | 0     | 0           | 0           | 4     | 0     |
| Эстерсунд        | Итого            | Итого            | 33   | 0    | 4     | 0     | 0           | 0           | 37    | 0     |
| Всего за карьеру | Всего за карьеру | Всего за карьеру | 33   | 0    | 4     | 0     | 0           | 0           | 37    | 0     |

## Статистика в сборной
| Матчи и голы Кальпи Уаттара за национальную сборную Кот-д’Ивуара | Матчи и голы Кальпи Уаттара за национальную сборную Кот-д’Ивуара | Матчи и голы Кальпи Уаттара за национальную сборную Кот-д’Ивуара | Матчи и голы Кальпи Уаттара за национальную сборную Кот-д’Ивуара | Матчи и голы Кальпи Уаттара за национальную сборную Кот-д’Ивуара | Матчи и голы Кальпи Уаттара за национальную сборную Кот-д’Ивуара |
| №                                                                | Дата                                                             | Оппонент                                                         | Счёт                                                             | Голы                                                             | Соревнование                                                     |
| ---------------------------------------------------------------- | ---------------------------------------------------------------- | ---------------------------------------------------------------- | ---------------------------------------------------------------- | ---------------------------------------------------------------- | ---------------------------------------------------------------- |
| 1                                                                | 12 ноября 2020                                                   | Мадагаскар                                                       | 2:1                                                              | 0                                                                | Отборочные матчи Кубка африканских наций 2021                    |
| 2                                                                | 17 ноября 2020                                                   | Мадагаскар                                                       | 1:1                                                              | 0                                                                | Отборочные матчи Кубка африканских наций 2021                    |

Итого:2 матча и 0 голов; 1 победа, 1 ничья, 0 поражений.